# Bertia
Bertia è un genere di lumache terrestri asiatiche: si tratta di molluschi gasteropodi polmonati appartenenti alla famiglia Dyakiidae.
Le specie appartenenti al genere Bertia sono state ritrovate nelle foreste tropicali del Borneo e dell'Indocina: tutte con distribuzioni molto locali. Le specie elencate di seguito sono tutte in pericolo, principalmente a causa della perdita dell'habitat, aggravata dalla cattura eccessiva per le loro conchiglie colorate.

## Specie
Il Registro Mondiale delle Specie Marine elenca:
- Bertia cambojiensis (Reeve, 1860)
- Bertia pergrandis (E.A. Smith, 1893)
- Bertia setzeri Thach, 2015[2]

Nota: Bertia brookei (Adams & Reeve, 1848) è un sinonimo di Exrhysota brookei (Adams & Reeve, 1848) (Chronidae).